# Gersemia rubiformis
Gersemia rubiformis är en korallart som först beskrevs av Ehrenberg 1834.  Gersemia rubiformis ingår i släktet Gersemia och familjen Nephtheidae. Inga underarter finns listade i Catalogue of Life.